# 단치히 해안 전투
단치히 해안 전투(폴란드어: bitwa w Zatoce Gdańskiej) 또는 단치히 해전은 폴란드 침공의 초기인 1939년 9월 1일 벌어졌다. 폴란드 해군의 함선들이 그단스크 해안(당시에는 단치히 해안)에서 루프트바페의 습격을 받은 전투이다. 이 전투는 해군 병력이 항공 공격의 방어에 성공한 전투 중 하나이다.

## 전개

### 전투 이전
폴란드 제2공화국의 폴란드 해군은 주로 소련과 전쟁할 경우 프랑스와 해군 통신을 지원하는 수단으로 병력을 운용하고 있었다.
그러나, 공격측이 독일인 경우 발트해로의 입구가 막힐 것을 우려하여 4척의 근대식 폴란드 구축함 중 3척이 페킹 작전에 따라 발트해에서 영국으로 이동했다. 1척의 기뢰부설함, 1척의 구축함, 5척의 중순양함, 5척의 잠수함과 소형함들로 구성된 잔존 해군병력은 독일해군이 단치히만으로 들어오지 못하게 하고 독일본토와 동프러시아의 수송을 방해하는 두가지 임무를 띠고 있었다. 모든 잠수함은 가능한 많은 독일 함선을 침몰시키기 위한 보레크 작전을 위해 남부 발트해의 작전지역으로 보내졌다.

### 전투
남은 모든 해상함들은 루르카작전을 수행하기 위해 그디냐 해군기지에서 헬 반도로 보내졌다. 이 작전은 적함이 들어오는 것을 막기 위해 헬 반도와 단치히 사이에 기뢰장벽을 치는 것이었다.
헬 반도를 향해 그디냐를 떠난 15척의 폴란드 함선들은 해질 무렵 단치히만에 도착했고 기뢰부설작업을 시작했다. 그 함선들은 구축함 비체르호, 대형 기뢰부설함 그리프호, 기뢰부설제거함 자스콜카호, 짜플라호, 쥬라브호, 짜즈카호, 리비트바호, 메바호 그리고 포함 코멘단트 필수드스키호, 제네랄 할레호, 드라곤급 중순양함이였다
단치히 만을 가로지르며 작업하는 동안, 소함대는 33기의 독일 급강하폭격기 융커스 Ju 87B 스튜카로부터 공격을 받았다. 이 공중공격은 성공적이지 못하여 폴란드 함선들의 피해는 거의 없었으며, 300개의 기뢰를 실은 폴란드 소함대의 핵심 그리프호도 무사했다.
그러나, 첫번째 공격이 격퇴된 후, 오후 6시경 독일폭격기들은 다시 공격해왔다. 직접적인 피해는 없었으나 폴란드 함선들은 거의 실수에 가까운 기관총 공격으로부터 기뢰부설함 그리프호와 기뢰제거함 메바호가 약간의 피해를 입었다. 그리프호의 함장 슈테판 크야트코우스키가 기관총 공격에 전사했고, 배의 키가 고장났다. 부함장인 빅토르 로미디제 중위는 배에 실린 기뢰들(33톤이 넘는 고성능 폭약)이 폭격받을 경우 배가 위험해질 것을 우려하여 모든 기뢰를 바다에 버리도록 명령했다.

### 전투 이후
대여섯 번의 연이은 공중공격을 성공적으로 방어한 후, 폴란드 소함대는 헬 반도에 도착했다. 그러나 그리프호는 모든 기뢰를 버린 데다 배가 손상을 입었기 때문에 루르카 작전을 중지할 수밖에 없었다. 유일한 구축함 비체르호는 작전취소명령을 듣지 못하고 기뢰부설함들을 보호하기 위한 예정된 작전지역으로 곧장 이동했다. 스테판 드발덴 중위가 지휘하는 비체르호는 2척의 독일 구축함을, 나중에는 경순양함으로 오인된 선박 1척을 발견했으나 작전을 노출시키지 않기 위해 공격하지 않았다.
헬 반도로 귀환한 후, 두 함선의 대부분의 장비는 해체되어 헬 해군기지의 대공 무기로 쓰여졌다.

## 같이 보기
- 폴란드 해군
- 루프트바페
- 보레크 계획 (Worek Plan)